# Queen Charlotte Sound
Queen Charlotte Sound är en vik i Kanada. Den ligger i provinsen British Columbia, i den sydvästra delen av landet, 3 900 km väster om huvudstaden Ottawa.
Norr om Queen Charlotte Sound ligger Hecate Strait, ett vattenområde mellan ögruppen Haida Gwaii och fastlandet.